# Ricardo Ismael Rojas
Ricardo Ismael Rojas Mendoza (Posadas, Misiones; 26 de enero de 1971) es un exfutbolista paraguayo. Jugaba de lateral izquierdo. Fue internacional con la selección de fútbol de Paraguay con la que participó en la Copa América 1997 y la Copa Mundial de la FIFA 1998.

## Trayectoria
Jugó para el Club Libertad de la Primera División de Paraguay, SL Benfica de Portugal, y en varios equipos argentinos, incluyendo Estudiantes de La Plata, River Plate y Belgrano. Es recordado por haber anotado su único gol en la Primera División de Argentina, un gol memorable con el que contribuyó a la victoria de River Plate por 3-0 sobre Boca Juniors, su eterno rival. Este gol, por su característica técnica, le valió el apodo de "Vaselina".

## Selección nacional

### Absoluta
Ha sido internacional con la selección de fútbol de Paraguay. Su debut se produjo el 4 de junio de 1997 en un partido amistoso ante la selección de fútbol de Estados Unidos. El partido terminó sin goles. Su segundo partido fue también en un amistoso donde cayeron de visitante 3-1 ante Italia. Participó en la Copa América 1997, jugando un total de 4 partidos, de los cuales 3 fueron como titular. Formó parte de la lista de 23 jugadores de Paraguay que participaron en la Copa Mundial de la FIFA 1998, en la que su equipo llegó a los octavos de final, siendo eliminado en un memorable gol de oro por la que se convertiría en campeona del mundo, Francia, que contaba con jugadores como: Laurent Blanc, Didier Deschamps, Marcel Desailly, Zinedine Zidane, Robert Pirès, Lilian Thuram, Patrick Vieira y Thierry Henry, entre otros.

#### Participaciones en la Copa América
| Copa              | Sede    | Resultado        |
| ----------------- | ------- | ---------------- |
| Copa América 1997 | Bolivia | Cuartos de final |

#### Participaciones en la Copa Mundial de la FIFA
| Mundial                      | Sede    | Resultado        |
| ---------------------------- | ------- | ---------------- |
| Copa Mundial de la FIFA 1998 | Francia | Octavos de final |

## Clubes
| Club                    | País      | Año       |
| ----------------------- | --------- | --------- |
| Cerro Corá              | Paraguay  | 1991-1992 |
| Libertad                | Paraguay  | 1992-1994 |
| Estudiantes de La Plata | Argentina | 1994-1999 |
| SL Benfica              | Portugal  | 1999-2001 |
| River Plate             | Argentina | 2001-2006 |
| Belgrano                | Argentina | 2006      |

## Palmarés
| Título                        | Club        | País      | Año    |
| ----------------------------- | ----------- | --------- | ------ |
| Primera División de Argentina | River Plate | Argentina | C-2002 |
| Primera División de Argentina | River Plate | Argentina | C-2003 |
| Primera División de Argentina | River Plate | Argentina | C-2004 |